# Râmnicu Vâlcea (stacja kolejowa)
Râmnicu Vâlcea (rum: Gare Râmnicu Vâlcea) – stacja kolejowa w Râmnicu Vâlcea, w okręgu Vâlcea, w Rumunii i jest jedną z najważniejszych w Oltenii. Stary Dworzec został rozebrany na początku 2013 roku w celu budowy nowego, nowoczesnego dworca. Stacja jest obsługiwana przez pociągi CFR Călători. 
Stacja została wybudowana w 1887 roku wraz z linią Drăgăşani – Ramnicu Valcea, a położony jest w pobliżu centrum miasta. Paradoksalnie, pomimo tego, że jest najważniejszą stacją okręgu, to nie jest największą stacją, większy jest dworzec w Drăgășani. Wynika to z tego, że w przeciwieństwie do stacji Drăgăşani, dworzec w Râmnicu Vâlcea nie został przebudowany w okresie komunizmu. Stara stacja została zburzona na początku 2013 roku, a zamiast niego budowany jest nowy dworzec. Nowa stacja będzie wyposażona w udogodnienia dla osób niepełnosprawnych, parkingi, przejście podziemne i będzie posiadała monitoring. Projekt jest wart 70 mln lei i stanowi część krajowego programu modernizacji dworców kolejowych.

## Linie kolejowe
- Podu Olt – Piatra Olt